# Carole Cadwalladr
Carole Jane Cadwalladr (Taunton, Somerset, 10 d'octubre de 1969) és una autora, escriptora i periodista d'investigació anglesa. Acostuma a escriure per al diari The Observer i abans havia treballat a The Daily Telegraph. Cadwalladr es féu conèixer internacionalment el 2018 arran del seu rol pel que fa a la revelació de l'escàndol sobre les dades electorals obtingudes per Facebook-Cambridge Analytica, cosa que va fer que esdevingués finalista del Premi Pulitzer d'Informació Nacional el 2019, juntament amb diversos periodistes del New York Times.
Com a periodista, la seva feina a la segona dècada del segle XXI ha estat sobre temes relacionats amb la tecnologia. A finals de 2016, The Observer va publicar una àmplia sèrie d'articles de Cadwalladr sobre el que ella va anomenar "ecosistema de notícies falses de dretes", entre les quals ha denunciat mala praxis dels activistes pel Brexit, i el finançament il·lícit de Vote Leave, en el referèndum de pertinença a la UE del 2016. També ha informat sobre presumptes vincles entre Nigel Farage, la campanya presidencial de Donald Trump de 2016 i la influència russa en les eleccions presidencials de 2016 que s'han investigat als Estats Units. Pel que fa a l'al·legació de la campanya presidencial de Trump, tot i que l'informe complet encara no s'ha publicat, la investigació de Mueller va informar que no havia trobat proves que la campanya de Trump hagués conspirat amb la influència russa en les eleccions presidencials de 2016. Abans que Cambridge Analytica tanqués les operacions el 2018, la companyia va emprendre accions legals contra The Observer per les reclamacions fetes als articles de Cadwalladr.
L'abril de 2019, Cadwalladr va oferir una xerrada TED de 15 minuts sobre els vincles entre Facebook i el Brexit, titulada "El paper de Facebook en el Brexit i l'amenaça per a la democràcia"3en què esmentava els "déus de Silicon Valley: Mark Zuckerberg, Sheryl Sandberg, Serguei Brin, Larry Page i Jack Dorsey".
Va rebre el suport de Reporters sense fonteres i va ser guardonada amb el Premi RSF a la Libertat de Premsa.

## Obres
- Lebanon (Travellers Survival Kit) (1996)
- The Family Tree: A Novel (2005)